# Ottone Mandelli
Ottone Mandelli (Milano, XIV secolo – 1419 circa) è stato un funzionario italiano.
Fu esponente di spicco dell'omonimo casato di antica tradizione signorile e influente membro dell'entourage visconteo. Nel 1383, il sostegno accordato a Gian Galeazzo Visconti gli valse l'infeudazione di Caorso, che determinò il radicamento di una ramo della famiglia nel Piacentino. 
Primogenito di Pietro e di Mazabora Crivelli, Ottone risiedeva a Milano in Porta Nuova, nella parrocchia di S. Damiano al Carrobbio. In data imprecisata contrasse matrimonio con Franchina Pagani, dalla quale ebbe Antonio, Raffaele, Tobia, Lucia (poi sposata con Gaspare Pusterla), Bianca (andata sposa a Vinciguerra d'Arco) e Caterina (che contrasse matrimonio con Jacopo Gonzaga). Era capitano generale di Gian Galeazzo Visconti nell'ottobre 1380 quando, entro il conflitto che opponeva Genova e Venezia (sostenuta dal Visconti), occupò Novi; tre anni dopo il Visconti gli conferì in feudo Caorso. Nel 1385 acquistò dal conte Antoniolo Porro il castrum e il territorio di Piovera e due anni più tardi ottenne da Gian Galeazzo Visconti l'investitura di Dovera e Postino. La morte di Gian Galeazzo non allentò il legame tra i signori di Milano e Pietro, che anzi fu tra i membri più influenti dell'entourage di Caterina e di Gian Maria Visconti. Nel 1402, ad esempio, presenziò al giuramento di fedeltà prestato dai rappresentanti del comune di Perugia a Gian Maria e Caterina Visconti gli cedette la località di Pecetto Alessandrino, quale pegno di cospicui prestiti;  nel 1406 fu ammesso in consiglio segreto; nel 1415 fu tra i procuratori nominati dal duca per ottenere da Sigismondo la conferma delle investiture del ducato di Milano e delle contee di Pavia e di Angera. 
Con tutta probabilità mori poco dopo aver dettato le sue ultime volontà (1 dicembre 1419); il testamento ne documenta i solidi interessi patrimoniali in Milano e nel suo contado, in Brianza, nel Pavese.